# Румыния на летних Олимпийских играх 1924
Румыния принимала участие в Летних Олимпийских играх 1924 года в Париже (Франция) во второй раз за свою историю, после двадцатичетырёхлетнего перерыва, и завоевала одну бронзовую медаль.

## Медалисты
| Медаль | Спортсмен | Вид спорта | Дисциплина |
| ------ | --------- | ---------- | ---------- |
| Бронза | Команда   | Регби      | Мужчины    |

## Состав сборной
35 спортсменов (все — мужчины) соревновались в 4 видах спорта.

## Результаты

### Регби
На летних Олимпийских играх 1924 года в соревнованиях по регби приняло участие всего три команды. Это был последний раз, когда регби входило в программу Олимпийских игр.
Румынская сборная сыграла два матча и в итоге заняла третье место.
| 4 мая | Франция | 59–3 | Румыния | Олимпийский стадион Ив дю Мануар, Коломб |
| 4 мая | Отчёт   |      |         | Олимпийский стадион Ив дю Мануар, Коломб |

| 11 мая | США   | 37–0 | Румыния | Олимпийский стадион Ив дю Мануар, Коломб |
| 11 мая | Отчёт |      |         | Олимпийский стадион Ив дю Мануар, Коломб |

### Футбол
Турнир   проходил с 25 мая по 9 июня, в нём принимали участие мужские сборные 22 стран.
| 27 мая 1924 12:00                                                                   | \| Нидерланды \| 6:0 (2:0) Отчёт \| Румыния \| \| Альберт Хургронье 8' Корнелис Пейл 32', 52', 66', 68' Йоханнес де Натрис 69' (пен.) \| Голы \| \| | Олимпийский стадион, Париж Зрителей: 1 000 Судья: Херрен |
| Нидерланды                                                                          | 6:0 (2:0) Отчёт | Румыния                                                  |
| Альберт Хургронье 8' Корнелис Пейл 32', 52', 66', 68' Йоханнес де Натрис 69' (пен.) | Голы |                                                          |